# Sordang Bolon
Sordang Bolon is een bestuurslaag in het regentschap Simalungun van de provincie Noord-Sumatra, Indonesië. Sordang Bolon telt 3438 inwoners (volkstelling 2010).